# Jan V. Frankopan Krkský
Jan V. Frankopan (chorvatsky Ivan, zvaný též Anž Frankopan, ? — 29. listopadu 1393 Senj) byl chorvatský šlechtic z významného rodu Frankopanů, vykonával úřad chorvatsko-dalmatsko-slavonského bána. 

## Život
Narodil se jako syn Bartoloměje VIII., vévody krkského. 
V roce 1352 se oženil s Annou, dcerou hraběte Meinharda VII. z Gorického a roku 1360 převzal se svým bratrem Štěpánem II. (I.) rodové statky, které si o pět let později rozdělili. Polovina Vinodolu a celá Gatanská župa s Otočacem a Brinjem připadla Janovi a pravděpodobně také panství Drežnik se Slunjem. Poté často pobýval v Senji, Brinji nebo Otočaci.
V 60. letech 14. století se zúčastnil několika diplomatických misí ve službách uhersko-chorvatského krále Ludvíka I. Velikého (1342–1382). Po králově smrti Jan podporoval královu dceru Marii z Anjou a jeho bratr Štěpán se dohodl s neapolským králem Karlem III. z Drače. V červnu 1387 se Jan významně zasloužil o propuštění královny Marie, která byla uvězněna v Novigradu. Za tyto zásluhy mu král Zikmund daroval město Cetin a Klokoč v Záhřebské župě.
V roce 1389 se Jan Frankopan střetl s Kurjakovićovými knížaty Krbavy a musel hledat pomoc u Benátčanů a zároveň pomohl Zadarským a zaútočil na Vranu, kterou držel bán Jan z Paližny.
V roce 1390 král Zikmund jmenoval Jana Frankopana do úřadu chorvatského bána.